# جرالد والاس
جرالد والاس (انگلیسی: Gerald Wallace؛ زاده ۲۳ ژوئیهٔ ۱۹۸۲) یک بازیکن بسکتبال است.